# Julius von Schulz

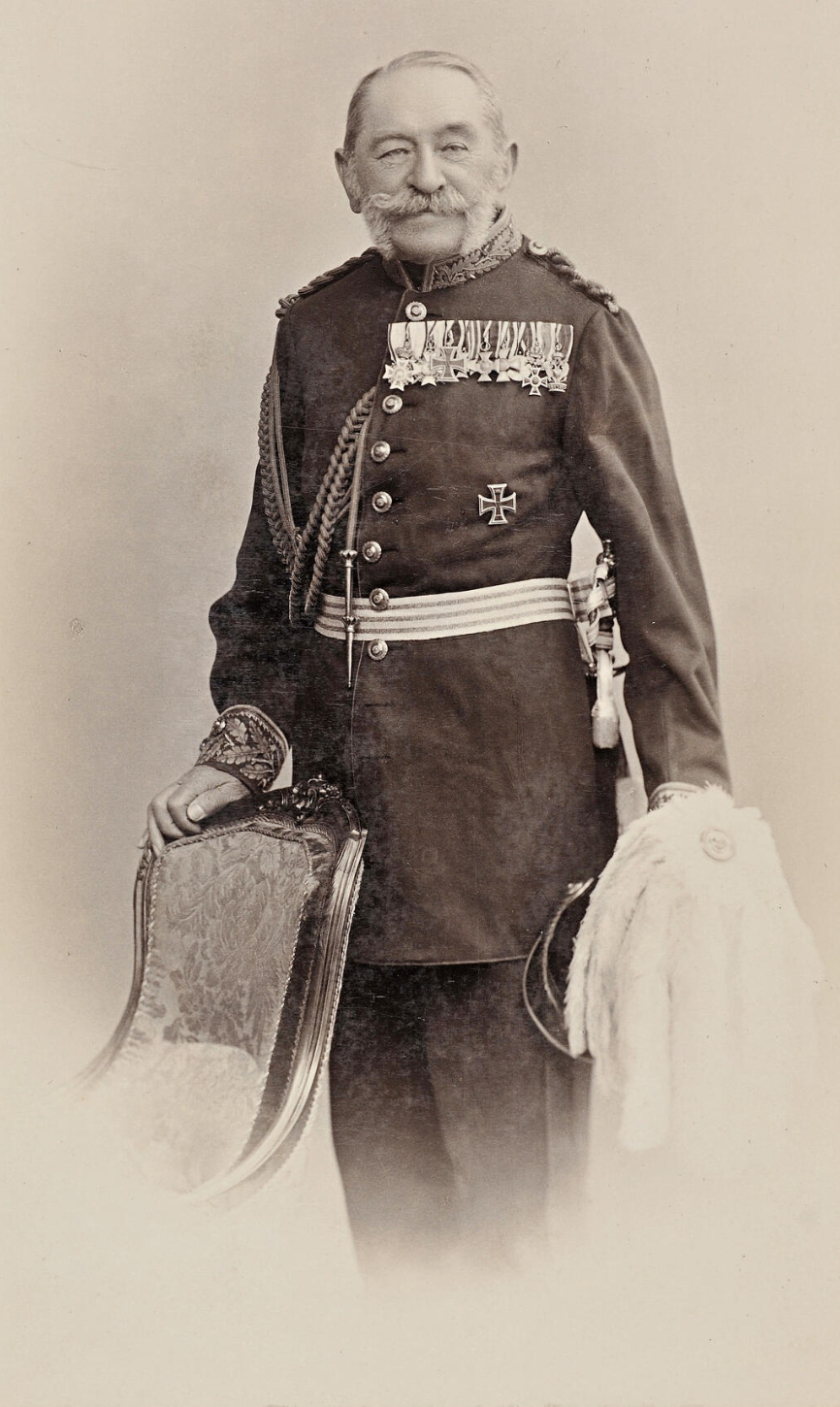
Julius von Schulz

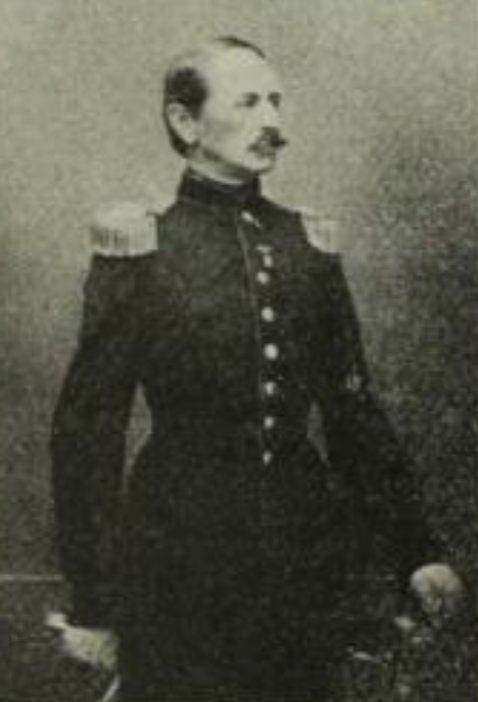
Julius von Schulz in jüngeren Jahren

Julius Karl Adolf von Schulz (* 4. Juli 1817 in Dresden; † 5. November 1895 ebenda) war ein sächsischer Generalleutnant.

## Leben

### Herkunft
Julius entstammte der ursprünglich bürgerlichen Familie Schulz, die am 11. September 1790, während des sächsischen Reichsvikariats von Kurfürst Friedrich August III. in den erblichen Adelstand erhoben wurde. Er war Sohn des Ehrenbürgers von Leipzig, Dresdner Stadtkommandanten und Generalmajor Adolf Heinrich Ludwig von Schulz und dessen Ehefrau Sophie Krebs, wobei er noch drei Schwestern hatte. Julius Karl Adolf war dreimal verheiratet und war insgesamt Vater von 5 Kindern, darunter dem späteren sächsischen Generalleutnant Richard von Schulz aus seiner zweiten Ehe.

### Karriere
Julius von Schulz trat am 1. April 1830 in den Kadettenkorps der sächsischen Armee ein und wurde nach langjähriger Erziehung 1835 dem 2. Schützen-Bataillon in Leipzig überwiesen. Am 5. März 1836 avancierte er zum Leutnant im Bataillon und am 22. Februar 1844 zum Oberleutnant. 1846 wurde er als Adjutant zum sächsischen Kriegsministerium abkommandiert und dann 1847 als Adjutant des Brigadekommandeurs Oberst Albrecht Ernst Stellanus von Holtzendorff, ab 1848 in gleicher Eigenschaft als Adjutant von Oberst Eduard Heinrich von Treitschke. Am 21. Oktober 1849 erfolgte seine Beförderung zum Hauptmann und Kompaniechef im 3. Schützen-Bataillon (1850 umbenannt in 3. Jäger-Bataillon), wo er die nächste Jahre verblieb. Am 1. August 1861 wurde er zum Major und etatsmäßigen 2. Stabsoffizier im Bataillon befördert. 1862 wurde er zum Bataillonskommandeur des 7.-Infanterie-Bataillons in Marienberg und 1865 zum Bataillonskommandeur des 4. Jäger-Bataillons in Leipzig. Nach Ausbruch des Krieges gegen Preußen beteiligte er sich mit seinem Bataillon an den Kampfgeschehen und wurde am 23. Juli 1866 zum Oberstleutnant befördert. Nach Kriegsende und der Niederlage des Königreich Sachsen wurde er am 7. März 1867 zum Oberst und am 1. April 1867 zum Regimentskommandeur des neuerrichteten Schützen-(Füsilier-)Regiment „Prinz Georg“ (Königlich Sächsisches) Nr. 108 ernannt. Am 30. Juni 1869 wurde er dann zum Brigadekommandeur der 4. Infanterie-Brigade Nr. 48 ernannt, wobei Oberst Ludwig von Hausen sein Regiment übernahm. Nach Ausbruch des Krieges gegen Frankreich rückte er mit seiner Brigade an die Front und wurde am 26. August 1870 zum Generalmajor befördert. Im Verlaufe des Krieges wurde er für seine Verdienste mit dem Ritterkreuz des Militär-St.-Heinrichs-Ordens ausgezeichnet. Am 23. September 1874 wurde er unter Genehmigung seines Abschiedsgesuches mit Pension und Erlaubnis zum Tragen der Generalsuniform zur Disposition gestellt. Im August 1895 erhielt er noch den Charakter eines Generalleutnants.
Im Ruhestand war er u. a. Vorstandsmitglied des Verein gegen Armennot und Bettelei.